# Comisión para el Acceso a la Verdad de la Guerra Sucia
La Comisión para el Acceso a la Verdad de la Guerra Sucia, oficialmente denominada Comisión para el Acceso a la Verdad, el Esclarecimiento Histórico y el Impulso a la Justicia de las violaciones graves a los derechos humanos cometidas de 1965 a 1990 y algunas veces llamada Comisión de Verdad y Justicia, es una comisión de la verdad mexicana creada por decreto el 6 de octubre de 2021 con las funciones de investigación, seguimiento, fiscalización, proposición y emisión de informes sobre las violaciones a los derechos humanos cometidas en el periodo comprendido entre 1965 y 1990, conocido en México como «Guerra sucia».

## Antecedentes
A finales de agosto de 2021, luego de serle propuesta por el subsecretario de Derechos Humanos, Migración y Población de la Secretaría de Gobernación (SEGOB), Alejandro Encinas Rodríguez, el presidente de México, Andrés Manuel López Obrador, anunció la creación de una comisión de la verdad para investigar el periodo de represión policial y militar conocido como «Guerra sucia»: «Llegamos al acuerdo de crear una comisión presidencial de verdad, justicia, reparación, memoria y no repetición». Su creación se mantuvo en análisis y estudio por parte de la Comisión Nacional de Mejora Regulatoria, hasta que el 2 de octubre, en el 53 aniversario de la masacre de Tlatelolco, Encinas anunció la creación de la comisión por las violaciones a los derechos humanos cometidas en el periodo comprendido entre 1965 y 1990 y con el objetivo de «realizar las acciones que sean necesarias para el esclarecimiento de la verdad, el impulso a la justicia, la reparación integral y el derecho a la memoria dentro de lo que es competencia de la administración pública federal».
En esa ocasión, Encinas también señaló que el organismo contaría con cinco «mecanismos rectores»: «Para la verdad y el esclarecimiento histórico», «Para el impulso a la justicia», «Plan de búsqueda», «Plan de reparación del daño y compensación» y «Acciones para garantizar la no repetición de los hechos». Cuatro días después se publicó en el Diario Oficial de la Federación (DOF) el decreto para la creación de la «Comisión para el Acceso a la Verdad, el Esclarecimiento Histórico y el Impulso a la Justicia de las violaciones graves a los derechos humanos cometidas de 1965 a 1990», que la constituía como un «grupo de trabajo especial».

### Guerra sucia
La guerra sucia en México fue un periodo extendido de los años 1960 a los 1990 en los que el Estado mexicano halló una situación en la que «“se percibía un estado probable, o de hecho, de insurgencia social por parte de grupos disidentes que tenían por fin la ruptura del Estado”». Su respuesta fue una «violencia cruenta, feroz, sanguinaria» que implicó el uso de «prácticas que rebasaron los límites de la legalidad»: «detenciones masivas, detenciones ilegales, enclaustramiento en cárceles clandestinas, destierro, persecución, tortura y desapariciones». García Aguirre (2001) sostiene que la Comisión de Verdad y Justicia se enmarca en una «historia de iniciativas independientes y políticas públicas para esclarecer las responsabilidades del Estado en las violaciones a derechos humanos del pasado reciente».
En este sentido, otras iniciativas similares han sido la Fiscalía Especial para Movimientos Sociales y Políticos del Pasado, que se «mostró incapaz de cumplir con el cometido propuesto de llevar a la justicia a los perpetradores de las atrocidades cometidas en los casos investigados» y su informe final fue desautorizado en 2006 y eliminado de su página, y la Comisión de la Verdad del Estado de Guerrero, que documentó casos de desapariciones forzadas, torturas, ejecuciones extrajudiciales y vuelos de la muerte que tuvieron como víctimas a «campesinos, estudiantes, guerrilleros, profesores, activistas sociales, indígenas y familiares de guerrilleros».

## Características
El decreto de creación de la Comisión para el Acceso a la Verdad de la Guerra Sucia, publicado en el Diario Oficial de la Federación (DOF) el 6 de octubre de 2021, la definía como un «grupo de trabajo especial» encargado de la «investigación, seguimiento, fiscalización, proposición y emisión de informes» relacionados con las violaciones a los derechos humanos cometidas entre 1965 y 1990, con el objetivo de que se lleven a cabo las «acciones necesarias para el esclarecimiento de la verdad, el impulso a la justicia, la reparación integral y el derecho a la memoria dentro de la competencia de la Administración Pública Federal» y, de ser el caso, «dar vista a las autoridades ministeriales, judiciales, de atención a víctimas o aquellas que resulten competentes para su atención».

### Integrantes
En el segundo artículo del decreto se planteaba que la Comisión estaría conformada por once «personas servidoras públicas y personas expertas»: los titulares de las secretarías de Gobernación (SEGOB), por conducto de la Subsecretaría de Derechos Humanos, Población y Migración —encargado también de presidirla—, Relaciones Exteriores, Hacienda y Crédito Público y del Archivo General de la Nación, la Comisión Ejecutiva de Atención a Víctimas, la Comisión Nacional de Búsqueda de Personas, y cinco «personas expertas de reconocida calidad moral o prestigio profesional». Tales comisionados serían elegidos en conjunto por un representante de la Subsecretaría, un representante de víctimas, familiares y sobrevivientes, con la «asesoría técnica» de la Oficina en México del Alto Comisionado de las Naciones Unidas para los Derechos Humanos (ONU-DH México), a partir de propuestas planteadas por un comité de selección, «conforme al procedimiento que para tal efecto se establezca».
En este sentido, el 13 de octubre se instaló el Comité de Selección de las cinco personas expertas, integrado por Encinas —representante de la Subsecretaría—, Alicia de los Ríos Merino —representante de familiares de «personas detenidas-desaparecidas y de sobrevivientes», designada por la Asamblea de Colectivos y Familiares de Personas Detenidas-Desaparecidas y Sobrevivientes de la contrainsurgencia— y Jesús Peña Palacios —asesor técnico en representación de la ONU-DH México—. Dos días después, la SEGOB publicó las bases de la consulta pública para la selección de los expertos, que planteaban un proceso de cuatro fases: «postulación de candidaturas» —15 al 20 de octubre de 2021, posteriormente extendido al 22 de octubre—, «selección de perfiles bajo criterios de idoneidad» —21 al 22 de octubre—, «entrevistas» —25 de octubre— y «deliberación del comité de selección y designación de las cinco personas expertas» —27 de octubre—. No obstante, el Comité determinó que las 25 personas que se postularon cumplían los requisitos y no habría preselección, por lo que se entrevistó a 24 personas —por el retiro de una postulación— los días 25 y 26 de octubre.
A partir de criterios de selección —«elegibilidad, de evaluación curricular y entrevistas»; con asesoría técnica de Artículo 19, el Centro de Derechos Humanos Miguel Agustín Pro Juárez y el Observatorio Ciudadano de los Procesos de Designación de los Servidores Públicos— el 29 de octubre se preseleccionó a diez postulantes y se anunció a las cinco personas seleccionadas como integrantes de la Comisión de Verdad y Justicia: Eugenia Allier Montaño, Abel Barrera Hernández, David de Jesús Fernández Dávalos, Aleida García Aguirre y Carlos Alfonso Pérez Ricart.

### Funciones
De acuerdo con el tercer artículo del decreto, a la Comisión de Verdad y Justicia le corresponde:

- I. Establecer los mecanismos para el esclarecimiento histórico de las violaciones graves de derechos humanos cometidas en el país en el periodo de violencia política comprendida de 1965 a 1990, a través de las investigaciones correspondientes, las cuales deberán realizarse sin sesgos, con independencia, imparcialidad y competencia; así como para el fortalecimiento de las acciones de investigación, seguimiento, fiscalización, proposición y emisión de informes relacionados con su objeto [...]
- II. Implementar los mecanismos de investigación necesarios para impulsar las acciones ante las autoridades ministeriales y judiciales competentes [...]
- III. Establecer los mecanismos para el fortalecimiento de las acciones en materia de búsqueda de personas desaparecidas de manera forzada entre 1965 a 1990 [...]
- IV. Impulsar y dar seguimiento, conforme las disposiciones jurídicas aplicables, a los procedimientos para la implementación de las medidas de reparación a favor de las víctimas [...]
- V. Diseñar, conforme a las disposiciones jurídicas aplicables, estrategias que impulsen el derecho a la verdad, la memoria y la no repetición de violaciones a los derechos humanos;
- VI. Coordinar con las dependencias y entidades de la Administración Pública Federal, acciones para que el personal designado por la Comisión acceda, para consulta, a los repositorios de sus archivos de concentración y documentos históricos [...] con la finalidad de contribuir con las investigaciones [...]
- VII. Coordinarse con las dependencias y entidades de la Administración Pública Federal, para que el personal designado por la Comisión lleve a cabo acciones de búsqueda e investigaciones de campo con las personas y en los lugares en los que se presuma se hayan cometido violaciones graves a los derechos humanos [...]
- VIII. Establecer mecanismos de colaboración con los Poderes Legislativo y Judicial Federal y locales; los gobiernos de las entidades federativas y municipios, y organismos autónomos, para tal efecto, y
- IX. Promover la coordinación y/o colaboración con la Fiscalía General de la República y fiscalías locales, con el fin de coadyuvar en el acceso a la justicia y la verdad a las víctimas [...].

Un primer artículo transitorio dio como vigencia de la Comisión el 31 de septiembre de 2024. Además, el cuarto artículo del decreto plantea que debe entregar al presidente, a las víctimas, familiares y sobrevivientes, un informe final «de los hechos, procesos, instituciones y responsables» de las violaciones a los derechos humanos por parte del Estado mexicano, de acceso libre para todas las personas y que también se presentaría a autoridades «ministeriales, judiciales, de atención a víctimas o las que resulten competentes». Encinas también detalló que la Comisión contaría con cinco mecanismos: un mecanismo para la verdad y el esclarecimiento histórico —integrado por los cinco expertos independientes para la realización de indagatorias y recolección de información—; el «Comité para el impulso de la justicia» —integrado por tres expertos para el desarrollo de estrategias para las investigaciones—; el «Plan especial de búsqueda» —liderado por la Comisión Nacional de Búsqueda y el Sistema Nacional de Búsqueda para la búsqueda en campo—; el «Plan especial de reparación y compensación» —para la atención de la reparación al daño cometido—, y «Acciones para la memoria y garantía de no repetición».

## Historia
El 10 de diciembre de 2021, en el Palacio de Gobierno de Chihuahua, se llevó a cabo la ceremonia de instalación de la comisión, en la que el presidente, Andrés Manuel López Obrador afirmó: «Se trata de dar pasos firmes hacia la verdad y la justicia e iniciar diversos procesos que permitan la reconciliación entre las mexicanas y los mexicanos con su pasado reciente». En esa misma ocasión, el subsecretario Alejandro Encinas Rodríguez anunció que se abrirían los archivos de la Secretaría de la Defensa Nacional (SEDENA) y otros entes de seguridad pública e inteligencia —como el Estado Mayor Presidencial, la Dirección Federal de Seguridad, la Dirección de Investigaciones Políticas y Sociales, la Secretaría de Marina y la Secretaría de Seguridad—. Previamente, a inicios de noviembre, el Comité de Víctimas por Justicia y Verdad 19 de junio presentó demandas de amparo ante el Poder Judicial de la Federación contra el decreto de creación de la Comisión para exigir que la masacre de Nochixtlán se incluyera dentro de las investigaciones.
El 21 de enero de 2022, se llevó a cabo la primera sesión de la Comisión y, con ello, iniciaron formalmente sus trabajos, en la que se nombró a Félix Santana Ángeles, director general de Estrategias para la Atención de Derechos Humanos de la Secretaría de Gobernación (SEGOB), como su secretario ejecutivo y Encinas afirmó que habría acceso a los archivos e inmuebles que fueran necesarios. Asimismo, se presentaron los planes de trabajo de los cinco instrumentos —siendo el Comité para el Impulso a la Memoria y la No Repetición coordinado por la Subsecretaría de Derechos Humanos, Población y Migración de la SEGOB— de la Comisión:
| Instrumento                                                         | Integrantes                      | Cargo                                                                                 |
| ------------------------------------------------------------------- | -------------------------------- | ------------------------------------------------------------------------------------- |
| Programa Especial de Reparación Integral y Compensación             | Martha Yuriria Rodríguez Estrada | Titular de la Comisión Ejecutiva de Atención a Víctimas.                              |
| Programa Especial de Búsqueda de Personas Desaparecidas             | Karla Quintana Osuna             | Titular de la Comisión Nacional de Búsqueda.                                          |
| Mecanismo para el Acceso a la Verdad y el Esclarecimiento Histórico | Abel Barrera Hernández           | Personas expertas comisionadas.                                                       |
| Mecanismo para el Acceso a la Verdad y el Esclarecimiento Histórico | Aleida García Aguirre            | Personas expertas comisionadas.                                                       |
| Mecanismo para el Acceso a la Verdad y el Esclarecimiento Histórico | Carlos Pérez Ricart              | Personas expertas comisionadas.                                                       |
| Mecanismo para el Acceso a la Verdad y el Esclarecimiento Histórico | David de Jesús Fernández Dávalos | Personas expertas comisionadas.                                                       |
| Mecanismo para el Acceso a la Verdad y el Esclarecimiento Histórico | Eugenia Allier Montaño           | Personas expertas comisionadas.                                                       |
| Comité para el Impulso a la Justicia                                | Ángela Buitrago Ruíz             | Personas expertas.                                                                    |
| Comité para el Impulso a la Justicia                                | Carlos Pérez Vázquez             | Personas expertas.                                                                    |
| Comité para el Impulso a la Justicia                                | Fabián Sánchez Matus             | Personas expertas.                                                                    |
| Comité para el Impulso a la Memoria y la No Repetición              | Jesús Ramírez Cuevas             | Coordinador general de Comunicación Social y vocero del Gobierno de la República.     |
| Comité para el Impulso a la Memoria y la No Repetición              | Carlos Enrique Ruiz Abreu        | Director del Archivo General de la Nación.                                            |
| Comité para el Impulso a la Memoria y la No Repetición              | Felipe Ávila Espinosa            | Director del Instituto Nacional de Estudios Históricos de las Revoluciones de México. |
| Comité para el Impulso a la Memoria y la No Repetición              | Gabriela Pulido Llano            | Directora general de la Coordinación de Memoria Histórica y Cultural de México.       |
| Comité para el Impulso a la Memoria y la No Repetición              | Fritz Glockner                   | Director de Educal.                                                                   |
| Comité para el Impulso a la Memoria y la No Repetición              | Verónica Torres                  | Integrante de la organización Memoria Abierta de Argentina.                           |

En sus primeros meses de trabajo, la Comisión se reunió con víctimas de la guerra sucia e inició trabajos en estados como Oaxaca, Guerrero y Jalisco. Además, se reunió con integrantes de la Liga 23 de Septiembre, que le entregaron un archivo de siete mil cuartillas con información sobre los «crímenes cometidos durante la Guerra Sucia». A mediados de junio, el presidente López Obrador dio por iniciadas las actividades de la Comisión en el Campo Militar Número 1 y la apertura de los archivos de las Fuerzas Armadas. En esa ocasión, Encinas pidió a la Fiscalía General de la República (FGR) reactivar 245 carpetas de investigación sobre la Guerra Sucia, mientras que, por su parte, el discurso del secretario de la Defensa Nacional, Luis Cresencio Sandoval, generó protestas. En este sentido, la Comisión Nacional de los Derechos Humanos (CNDH) externó su preocupación porque «se pretenda equiparar a las víctimas de esas violaciones con los soldados que cometieron esas violaciones y que, si bien pudieron haber caído en esas acciones, de modo alguno pueden tener el mismo tratamiento de quienes sufrieron vejaciones, detenciones arbitrarias, violaciones graves, ejecuciones extrajudiciales, desaparición forzada, tortura, etc.».
Igualmente, la Comisión Mexicana de Defensa y Promoción de los Derechos Humanos (CMDPDH) dijo que compartía el «profundo rechazo» al anuncio que se hizo de la inscripción de nombres de militares fallecidos en el Monumento a los Caídos de las Fuerzas Armadas, lo que aseguró que «revictimiza a quienes perdieron a sus familiares a manos de esa institución castrense» y «atenta directamente contra uno de los objetivos de la Comisión: servir como una herramienta de memoria histórica para la sociedad en su conjunto». Posteriormente, ante las demandas de colectivos como el Comité 68 y el Comité ¡Eureka!, López Obrador, afirmó que se podría revisar la decisión. Asimismo, la Oficina en México del Alto Comisionado de las Naciones Unidas para los Derechos Humanos saludó la apertura del Campo Militar y de sus archivos. Poco después, Encinas participó en un acto de presentación del informe final de la Comisión para el Esclarecimiento de la Verdad, la Convivencia y la No Repetición de Colombia en el Museo Nacional de Antropología de Ciudad de México.
Los comisionados iniciaron la revisión de archivos entre julio y agosto siguientes, aunque algunos señalaron que habían enfrentado «un estira y afloja» para acceder a los documentos, así como «algunos vacíos en la información». También advirtieron que percibían un «pacto de silencio» en el Ejército. Unas semanas después, integrantes de la Comisión, sobrevivientes, familiares y colectivos iniciaron labores de reconocimiento en el Campo Militar Número 1, a partir de las cuales se identificaron posibles sitios de detención clandestina e indicios de que ahí se cometieron crímenes de lesa humanidad. En octubre, el Mecanismo de Esclarecimiento Histórico de la Comisión convocó a víctimas y familiares de quienes habrían sufrido violaciones a derechos humanos entre 1957 y 1989 en las instalaciones en Tlaxcoaque de la Dirección General de Policía y Tránsito del Departamento del Distrito Federal.

## Posturas
Luego de la publicación del decreto de creación de la Comisión, la Comisión Interamericana de Derechos Humanos lo consideró un «importante paso hacia la rendición de cuentas sobre las violaciones de derechos humanos enmarcadas en la llamada guerra sucia». Por su parte, la Comisión Mexicana de Defensa y Promoción de los Derechos Humanos (CMDPDH) señaló que «confiamos en que el Estado mexicano atenderá los reclamos históricos y sus necesidades [...] [e] implementará procesos genuinos de justicia transicional para salvar las brechas que existen entre otros esfuerzos similares y los derechos de las víctimas a la memoria, verdad, justicia, reparación y garantías de no repetición». Asimismo, Artículo 19, el Centro de Derechos Humanos Miguel Agustín Pro Juárez y Fundar, Centro de Análisis e Investigación la consideraron una «oportunidad histórica para resarcir el incumplimiento de las obligaciones del Estado Mexicano con las víctimas de violaciones a derechos humanos cometidas durante el período», a la vez que llamó a que «sean investigadas todas las instituciones y personas involucradas y se garantice el acceso a sus archivos, en particular de las Fuerzas Armadas e instituciones de seguridad a nivel local y federal» e instó a que «los hallazgos de esta Comisión se materialicen en acciones concretas de judicialización de casos».
En abril de 2022, en su Informe del Comité contra la Desaparición Forzada sobre su visita a México al amparo del artículo 33 de la Convención, el Comité contra las Desapariciones Forzadas de Naciones Unidas consideró que la creación de la Comisión «constituye un avance con gran potencial para los procesos de búsqueda, investigación y reparación de estos casos, así como para la construcción de la memoria colectiva» y sostuvo que el Estado debía dotarle de los «recursos humanos y materiales necesarios para el cumplimiento de su mandato» y garantizar que sus integrantes pudieran actuar «de forma independiente» y tener «acceso ilimitado a campos y bases militares que operaron como lugares de privación de libertad, así como a los archivos estatales que sean relevantes, incluso los de la Secretaría de la Defensa Nacional, la Secretaría de Marina y el Estado Mayor Presidencial».
Dos meses después, Artículo 19 y los excomisionados de la Comisión de la Verdad del Estado de Guerrero, instaron a que la Comisión de la Guerra Sucia «conozca y promueva el acceso público a los archivos de dichas instituciones [Fuerzas Armadas] e impulse el cumplimiento de las obligaciones de transparencia de las mismas», a que investigue «instituciones y personas involucradas en hechos violatorios a los derechos humanos» en ese periodo y a que «cumpla con su mandato, y que no constituya otro esfuerzo de simulación». También apuntaron que mecanismos como la Comisión «son un logro derivado de la larga y digna lucha de las víctimas y familias, por ello, su participación en los trabajos de dicha comisión debe ser efectiva y permanente, y no ilusoria».